# دریاچه تریتریوا
دریاچه تریتریوا (به لاتین: Lake Tritriva) یک دریاچه و دریاچه دهانه آتشفشانی در ماداگاسکار است.